# Vincenzo Rovi
Vincenzo Rovi, nato Vincenzo Campanile (fl. XX secolo), è stato un giornalista, sceneggiatore, autore televisivo e paroliere italiano.

## Biografia

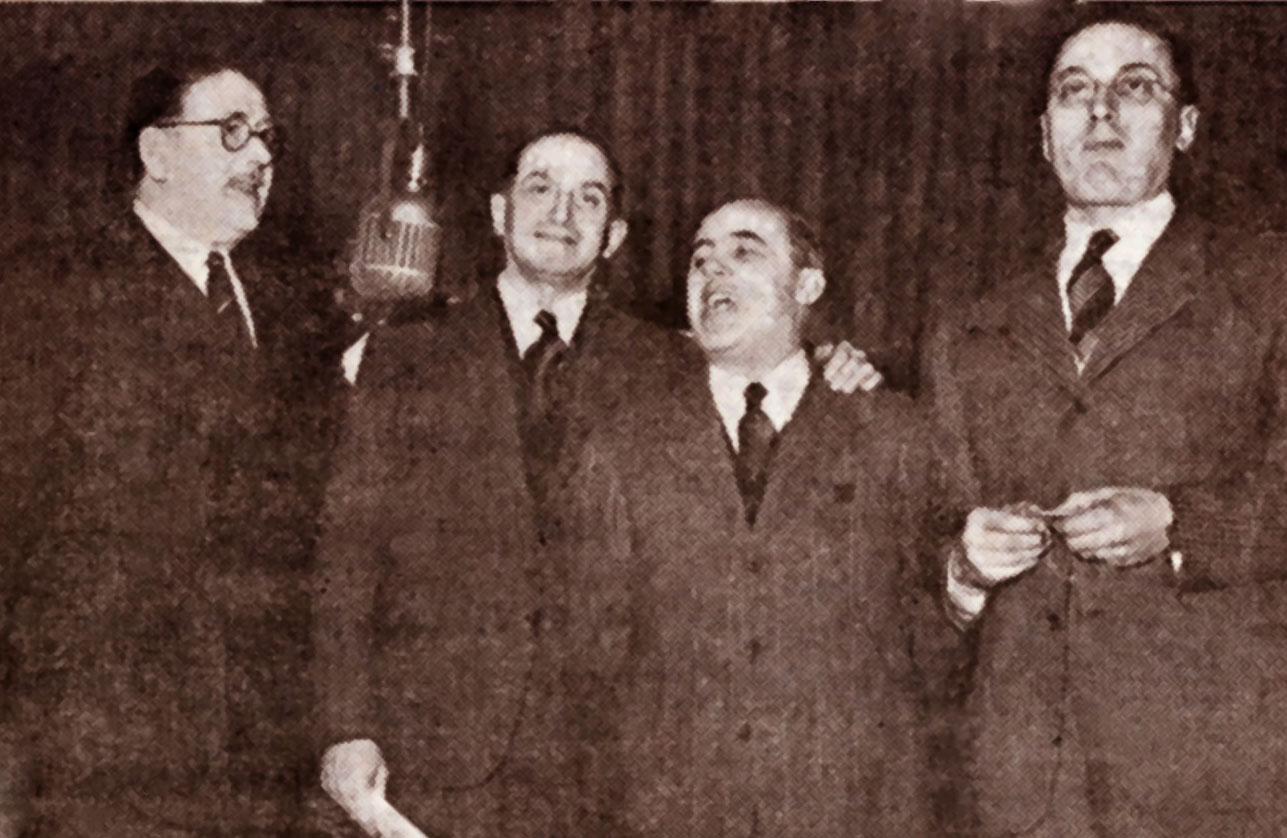
Da sinistra Dino Falconi, Angelo Frattini, Rovi e Attilio Spiller nel 1950

Quintogenito di Gaetano Campanile Mancini e Clotilde Fiore, fratello minore di Achille Campanile, fu collaboratore del periodico Marc'Aurelio e di Tempo Settimanale, autore per il teatro di rivista, radiofonico e televisivo (Album personale di Elena Giusti e Ti conosco mascherina).
Nel 1958 partecipò come autore al Festival di Sanremo con il brano Cos'è un bacio, interpretato da Claudio Villa, Gino Latilla e Gloria Christian. Tra il 1939 e il 1952 fu sceneggiatore per una quindicina di film, soprattutto per Erminio Macario. Nel 1950 vinse il Premio Saint-Vincent per il giornalismo.

## Filmografia

### Sceneggiatore
- Imputato, alzatevi!, regia di Mario Mattoli (1939) – non accreditato
- Il chiromante, regia di Oreste Biancoli (1941) – anche soggetto
- Villa da vendere, regia di Ferruccio Cerio (1941)
- La famiglia Brambilla in vacanza, regia di Carl Boese (1941)
- Il vagabondo, regia di Carlo Borghesio (1941)
- Una volta alla settimana, regia di Ákos Ráthonyi (1942)
- Il fanciullo del West, regia di Giorgio Ferroni (1942)
- Buongiorno, Madrid!, regia di Max Neufeld e Gian Maria Cominetti (1943)
- Lascia cantare il cuore, regia di Roberto Savarese (1943)
- Due cuori fra le belve, regia di Giorgio Simonelli (1943)
- L'innocente Casimiro, regia di Carlo Campogalliani (1945)
- O sole mio, regia di Giacomo Gentilomo (1946)
- Miracolo a Viggiù, regia di Luigi Giachino (1951)
- I due sergenti, regia di Carlo Alberto Chiesa (1951)
- Ha fatto 13, regia di Carlo Manzoni (1951)
- Io, Amleto, regia di Giorgio Simonelli (1952)

## Varietà radiofonici Eiar
- Processo ad onde medie, Rivista musicale di Vincenzo Rovi, con Mario Riva, Aroldo Tieri, Wanda Tettoni, Tina Allori, regia di Nunzio Filogamo, trasmessa il 10 febbraio 1942